# 45 Pułk Artylerii Lekkiej
45 pułk artylerii lekkiej (45 pal) – oddział artylerii lekkiej ludowego Wojska Polskiego.
Sformowany we wsi Różanka na podstawie rozkazu Naczelnego Dowództwa Wojska Polskiego nr 8 z 20 sierpnia 1944. Przysięgę żołnierze pułku złożyli w grudniu 1944 w Różankach.

## Działania bojowe
Pułk wchodził w skład 6 Brygady Artylerii Lekkiej.
Walczył w rejonie Drawna, Łobza, Chlebowa i pod Świdwinem. Wyróżnił się podczas forsowania Nysy oraz w czasie walki o Niska i Klitten. Brał udział w operacji praskiej. Szlak bojowy zakończył pod Bad Schandau.
|  |  |  |  |  |

## Dowódca puku
- ppłk Mikołaj Nowik

## Skład etatowy
- Dowództwo i sztab
- 3 x dywizjon artylerii
  - 2 x bateria artylerii armat
  - 1 x bateria artylerii haubic
- bateria parkowa

żołnierzy – 1093 (oficerów – 150, podoficerów – 299, kanonierów – 644)
sprzęt:
- 76 mm armaty – 24
- 122 mm haubice – 12
- rusznice przeciwpancerne – 12
- samochody – 108
- ciągniki – 24

|  |  |